# Caecianiropsis birsteini
Caecianiropsis birsteini is een pissebed uit de familie Janiridae. De wetenschappelijke naam van de soort is voor het eerst geldig gepubliceerd in 1979 door Kussakin.